# Geïsoleerd systeem

Eigenschappen van een geïsoleerd, gesloten, en open systeem bij het uitwisselen van energie and materie

Een geïsoleerd systeem is in de natuurwetenschappen en in het bijzonder de thermodynamica een systeem dat geen enkele wisselwerking met zijn omgeving vertoont. Het wisselt noch massa, noch energie uit met zijn omgeving en voldoet daarmee aan een aantal behoudswetten: de totale hoeveelheid massa en energie blijven constant. Dit in tegenstelling tot een open systeem, dat zowel massa als energie uitwisselt, en een gesloten systeem, waarmee men doorgaans een systeem aanduidt dat wel energie maar geen materie uitwisselt met de omgeving.
In de praktijk is een geïsoleerd systeem – alleen al als gevolg van het bestaan van de zwaartekracht – niet meer dan een theoretisch concept. Het enige systeem dat mogelijk werkelijk geïsoleerd is, is het heelal.
In wiskundige modellen wordt desondanks vaak uitgegaan van "ideale" toestanden waarin sprake is van een geïsoleerd systeem, bijvoorbeeld bij het beschrijven van hemellichamen en hun banen of protonen en elektronen in een atoom. Een atoom kan echter wisselwerking vertonen met elektromagnetische straling, waardoor geen sprake is van een geïsoleerd systeem.